# Landesanstalt für psychisch Kranke Konradstein

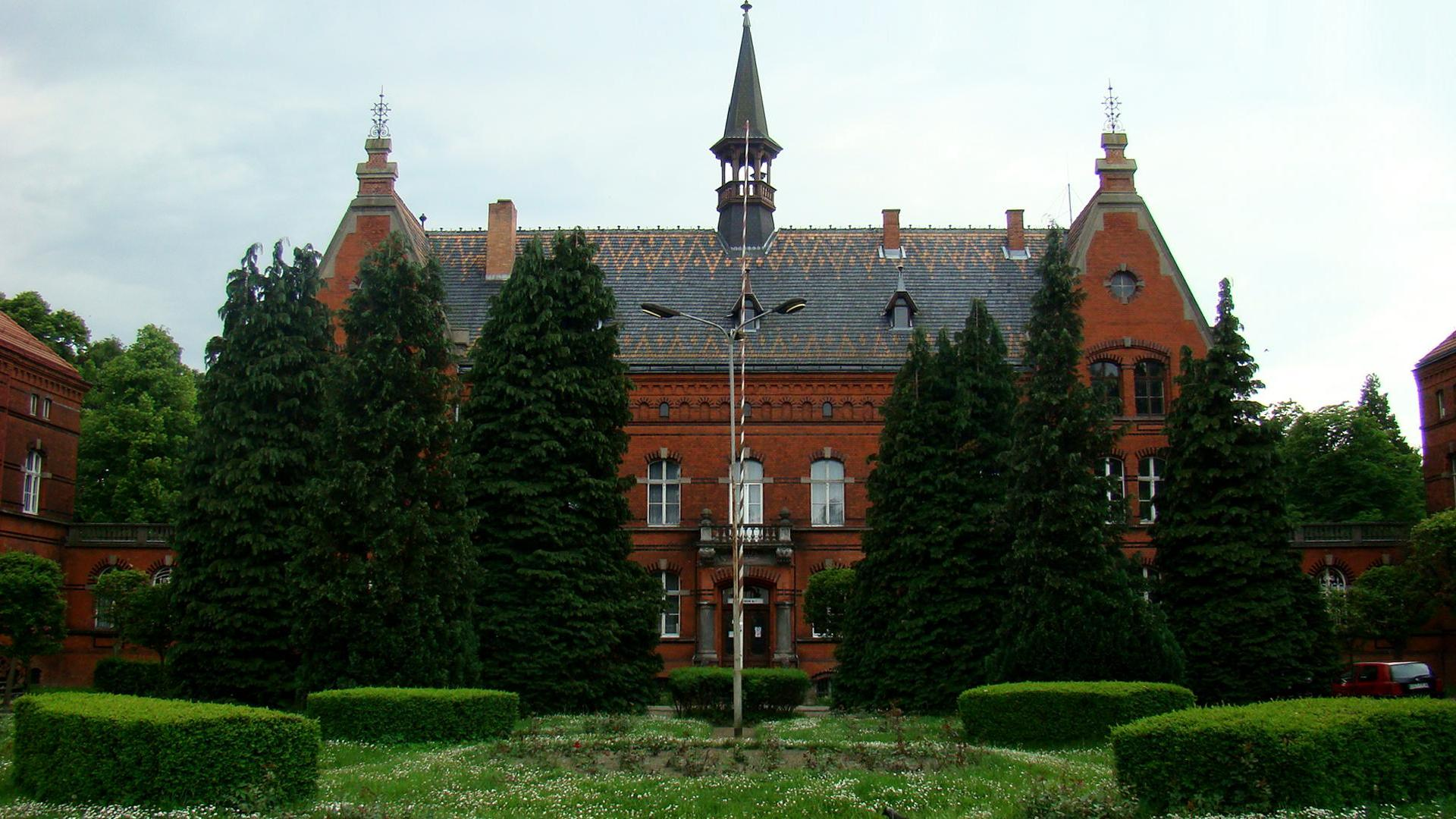

Die Landesanstalt für psychisch Kranke Konradstein, zuvor Provinzial-Irrenanstalt Conradstein, war eine psychiatrische Pflegeanstalt in Westpreußen. Heute befindet sich hier das polnische Nervenspital Kocborowo in Starogard Gdański.

## Geschichte
Ihre Errichtung als dritte psychiatrische Anstalt wurde 1893 vom Provinziallandtag der Provinz Westpreußen beschlossen. Die weitläufige Anlage mit zahlreichen Nebengebäuden entstand auf dem Gelände des Ritterguts Konradstein (Kocborowo), etwa 1,5 km nördlich von Preußisch Stargard, heute Starogard Gdański. 1909 befanden sich hier 1282 Patienten.
Die polnischen Direktoren Jozef Wladyslaw Bednarz und Stanislaw Kryzan genossen in der medizinischen Fachwelt hohes Ansehen, bis sich mit dem Beginn des Zweiten Weltkriegs alles änderte.

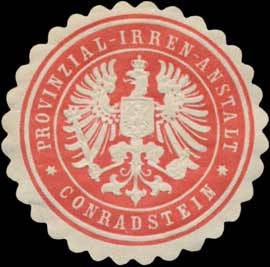
Siegelmarke der Anstalt

### NS-Verbrechen in der "Gau Heil- und Pflegeanstalt" Konradstein
Nach dem deutschen Überfall auf Polen am 1. September 1939 kam die Stadt Preußisch Stargard wieder in das Deutsche Reichsgebiet. Im neuen "Reichsgau Danzig-Westpreußen" wurde die "Irrenanstalt Konradstein" unter deutscher Verwaltung zur "Gau Heil- und Pflegeanstalt Konradstein".
Während viele andere Heime und Einrichtungen des Gaues von ihren Patienten geräumt und ihre Gebäude für andere Zwecke der Besatzer umfunktioniert wurden, wurden sie zunächst in der Anstalt Konradstein gesammelt. Praktisch sofort nach dem Überfall auf Polen begannen die deutschen Besatzer die Morde an älteren und geistig behinderten Bewohnern von polnischen Pflegeeinrichtungen, koordiniert und zeitlich parallel zu den Morden an der polnischen Intelligenz. Im Kontext dieser gewaltsamen „Germanisierung“ und der Brechung des Widerstandes wurden auch polnische Ärzte und Pflegekräfte durch die Nationalsozialisten ermordet. In dieser ersten Phase von September 1939 bis 1940 mordete der SS-Wachsturmbann Eimann zwischen 5000 und 7000 Menschen im nahe gelegenen Wald bei Szpęgawsk (Spengawsken), wohin sie sie in LKWs abtransportierten. Diese Morde begannen mit Genickschüssen und wurden später aus Kostengründen auf Erschlagen umgestellt. Die Tötungsaktionen gegen Kranke betrafen nicht nur die Anstalt Konradstein: Zum Beispiel wurden etwa 1000 Patienten aus der Anstalt in Świecie (Schwetz), darunter 1230 Kinder, in Gruppen von je 60 Opfern durch Genickschüsse in umliegenden Wäldern ermordet. Zusätzlich wurden etwa 1200 Patienten aus Pommern in den Jahren 1939/40 weiter nördlich bei den Massakern im Wald bei Piasnitz erschossen. Die Verantwortung für die Tötung pommerscher Patienten außerhalb des offiziellen „T4“-Programms trug der Gauleiter des Gaues Pommern Franz Reinhold Schwede.
Während der deutschen Besatzungszeit unterstand die "Gau Heil- und Pflegeanstalt Konradstein" im Reichsgau Danzig-Westpreußen dem NSDAP-Gauleiter und Reichsstatthalter von Danzig, Albert Forster. Dessen Leibarzt, der "Rassenhygieniker" Professor Erich Großmann, Gauärzteführer und Gauamtsleiter des Rassenpolitisches Amtes, soll an der Spitze einer Sonderkommission zusammem mit dem SS-Wachsturmbann Eimann in Konradstein einmarschiert sein, deren Aufgabe es war, die Kranken in Kategorien einzuteilen. Mit voller Zustimmung des Gauleiters übernahm Großmann die Umsetzung der Pläne der Aktion T4.
Die polnische Krankenhausverwaltung wurde ersetzt durch deutsches Personal aus Krankenhäusern der Freien Stadt Danzig. Neuer Direktor der Anstalt Konradstein wurde Dr. Waldemar Schimanski, der 1941 seinen Namen in Dr. Siemens änderte. Leiter der Frauenabteilung war Dr. Wolfgang Massing. Die nach Geschlechtern getrennte Kinderabteilung wurde geleitet von dem Oberpfleger Erich Konrad Hannemann und der deutschen Oberschwester Klara Rückert. Auch der polnische Psychiater und Medizinhistoriker Tadeusz Bilikiewicz (1901–1980) arbeitete während des Krieges in Konradstein: "Von 1935 bis 1939 leitete er die Psychiatrische Klinik in Kocborów. Auch während der deutschen Besatzung arbeitete er dort und leitete – neben seiner Tätigkeit in der Psychiatrie – die Labor- und Röntgenabteilung. Während des deutschen Terrors versteckte er Polen und Juden in den weitläufigen Kellern des Krankenhauses."
Im weiteren Verlauf des Zweiten Weltkriegs wurden in der Gau-Heil und Pflegeanstalt Konradstein etwa 2.000 Menschen mit unheilbaren psychischen Erkrankungen getötet. Im Rahmen der geheimen staatlichen Krankenmord-Aktion T4 wurden unter dem Vorwand der Verbesserung ihrer Lebensbedingungen Patienten aus Konradstein in die Zwischenansstalt Arnsdorf nach Sachsen deportiert, bevor sie kurz darauf weiterverlegt und in den Gaskammern der T4-Anstalt Pirna-Sonnenstein getötet wurden. Andere Patienten in Konradstein starben an Hunger, Überarbeitung oder den Einsatz pharmazeutischer Mittel. In der "Kinderfachabteilung" der Anstalt Konradstein starben 500 Kinder durch Überdosierungen von Luminal; an sie erinnert heute ein eigener Gedenkstein auf dem Anstaltsfriedhof.
Im hinteren Gelände befindet sich ein weitläufiger Anstaltsfriedhof mit etlichen Patientengräbern aus dem Zweiten Weltkrieg und später errichteten Gedenksteinen. Die ermordeten Patienten aus der ersten Zeit des Überfalls liegen dagegen in einem der zahlreichen Massengräber im nahegelegenen Wald von Spengawsken. Beide Gedenkanlagen werden bis heute gepflegt und besucht.
Im Januar 1945 flüchteten die deutschen Psychiater und das deutsche Krankenhauspersonal über Danzig in den Westen. Die Versuche der Strafverfolgung durch polnischen Staatsanwälte scheiterten nach dem Krieg u. a. an der mangelnden Kooperationsbereitschaft der deutschen Justiz.

### Kocborowo
Seit Ende des Zweiten Weltkriegs war die Psychiatrische Klinik in Preußisch Stargard wieder polnisch. Ihr Name ist heute: Kocborowo, Szpital dla Nerwowo i Psychicznie Chorych w Starogardzie Gdańskim.